# ورودی از آب گل‌آلود
ورودی از آب گل‌آلود ژاپنی: にごりえ Nigorie فیلمی در ژانر درام به کارگردانی تاداشی ایمای است که در سال ۱۹۵۳ اکران شد. از بازیگران آن می‌توان به چیکاگه آواشیما، هاروکو سوگیمورا، سیجی میاگوچی، و یوشیکو کوگا اشاره کرد.